# Унитарный код
Унитарный код (в англоязычной литературе unitary code, one-hot) — двоичный код фиксированной длины, содержащий только одну 1 — прямой унитарный код или только один 0 — обратный (инверсный) унитарный код. Длина кода определяется количеством кодируемых объектов, то есть каждому объекту соответствует отдельный разряд кода, а значение кода положением 1 или 0 в кодовом слове.
Пример:
Кодирование цифр 0-5.
| Цифра | Прямой код | Инверсный код |
| ----- | ---------- | ------------- |
| 0     | 000001     | 111110        |
| 1     | 000010     | 111101        |
| 2     | 000100     | 111011        |
| 3     | 001000     | 110111        |
| 4     | 010000     | 101111        |
| 5     | 100000     | 011111        |

Унитарное кодирование используется в схемотехнике, теории автоматов, нейронных сетях и других областях науки и техники, занимающихся передачей и преобразованием информации.